# Chenopodium loureirei
Chenopodium loureirei là loài thực vật có hoa thuộc họ Dền. Loài này được Steud. mô tả khoa học đầu tiên năm 1840.